# Copa Mundial de Fútbol Sub-20 de 2021
La XXIII Copa Mundial de Fútbol Sub-20 se iba a llevar a cabo a mediados de 2021 en Indonesia. En el certamen participarían jugadores nacidos a partir del 1 de enero de 2001.
Esta edición quedó cancelada debido a la pandemia de COVID-19.

## Candidatos oficiales
- Indonesia: Indonesia confirmó su oferta a mediados de mayo de 2019, buscando ser sede del torneo de la FIFA por primera vez.[2]
- Perú: El presidente de la Federación Peruana de Fútbol que en ese instante era dirigida por el señor Manuel Burga anunció la candidatura para la Copa Mundial de Fútbol Sub-20 de 2021. El 23 de octubre del año 2013 se hizo público la candidatura y el Sr. Burga afirmó que se aprovecharía el Bicentenario de Independencia para llevarse a cabo y en donde se pueda disfrutar en un ambiente de fiesta para el hincha peruano y extranjero que vendrá para ese entonces, a pesar de que Manuel Burga abandonó la FPF en el año 2015, su sucesor Edwin Oviedo afirmó que la candidatura Peruana para el mundial de la categoría sigue en pie y que debido al entusiasmo de los dirigentes de la federación del fútbol peruano se decidió mantener en pie la candidatura para obtener el mundial de la categoría, luego de su descalificación como anfitrión de la Copa  Mundial de Fútbol Sub-17 de 2019.[3][4]